# Гальмстад (комуна)
Комуна Гальмстад (швед. Halmstads kommun) — адміністративно-територіальна одиниця місцевого самоврядування, що розташована у лені Галланд на західному узбережжі Швеції.
Адміністративний центр комуни — місто Гальмстад.
Гальмстад 114-а за величиною території комуна Швеції. 

## Населення
Населення становить 93 023 чоловік (станом на вересень 2012 року). 
| Кількість населення комуни Гальмстад за 1900-2010 роки | Кількість населення комуни Гальмстад за 1900-2010 роки | Кількість населення комуни Гальмстад за 1900-2010 роки | Кількість населення комуни Гальмстад за 1900-2010 роки | Кількість населення комуни Гальмстад за 1900-2010 роки |
| ------------------------------------------------------ | ------------------------------------------------------ | ------------------------------------------------------ | ------------------------------------------------------ | ------------------------------------------------------ |
| Рік                                                    |                                                        |                                                        | Населення                                              |                                                        |
| 1900                                                   | 1900                                                   |                                                        | 39 979                                                 | 39 979                                                 |
| 1920                                                   | 1920                                                   |                                                        | 45 475                                                 | 45 475                                                 |
| 1950                                                   | 1950                                                   |                                                        | 57 689                                                 | 57 689                                                 |
| 1960                                                   | 1960                                                   |                                                        | 62 004                                                 | 62 004                                                 |
| 1970                                                   | 1970                                                   |                                                        | 70 616                                                 | 70 616                                                 |
| 1980                                                   | 1980                                                   |                                                        | 76 042                                                 | 76 042                                                 |
| 1990                                                   | 1990                                                   |                                                        | 80 061                                                 | 80 061                                                 |
| 2000                                                   | 2000                                                   |                                                        | 85 200                                                 | 85 200                                                 |
| 2008                                                   | 2008                                                   |                                                        | 91 800                                                 | 91 800                                                 |
| Джерело: SCB                                           |                                                        |                                                        |                                                        |                                                        |

## Населені пункти
Комуні підпорядковано 21 міське поселення (tätort) й 13 сільських (småort), більші з яких:
- Гальмстад (Halmstad)
- Оскарстрем (Oskarström)
- Филлінге (Fyllinge)
- Гетінге (Getinge)
- Фресакулль (Frösakull)
- Треннінге (Trönninge)
- Олед (Åled)
- Гарплінге (Harplinge)
- Гулльбрандсторп (Gullbrandstorp)
- Гавердаль (Haverdal)

## Міста побратими
Комуна підтримує побратимські контакти з такими муніципалітетами:
- Комуна Сторд, Норвегія
- Ганко, Фінляндія
- Гентофте, Данія

## Галерея

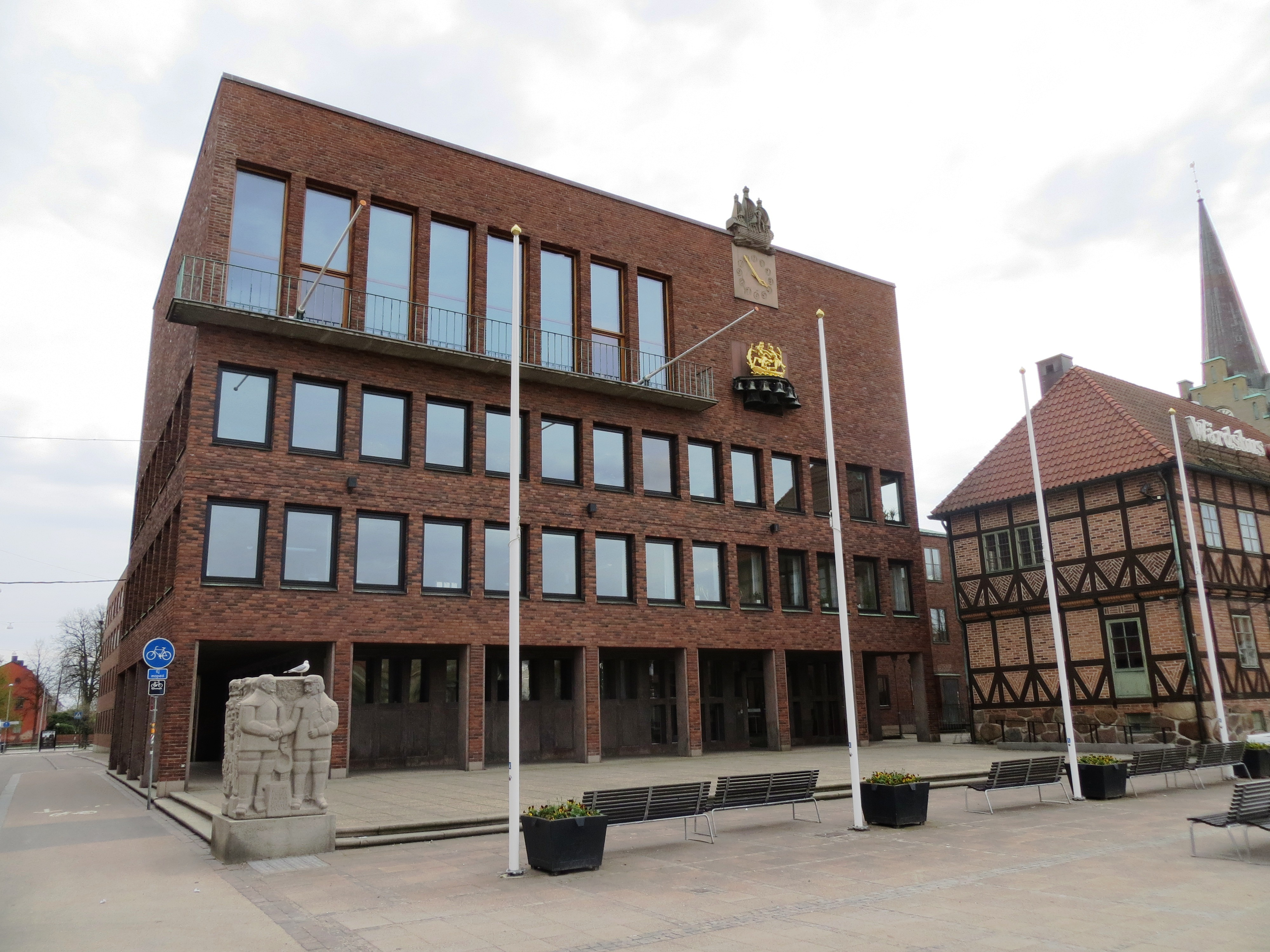
Управа комуни (Гальмстад)
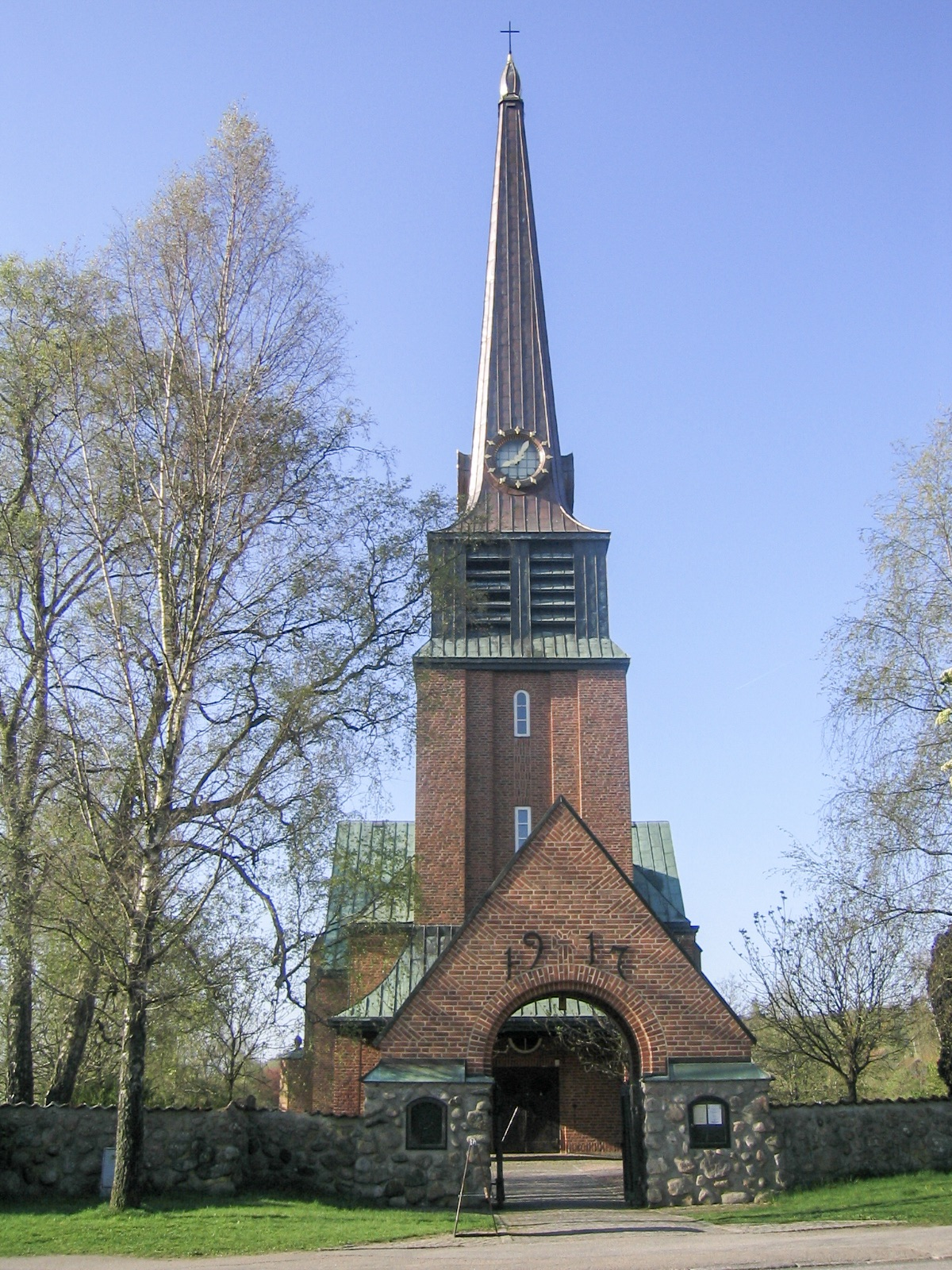
Церква (Оскарстрем)
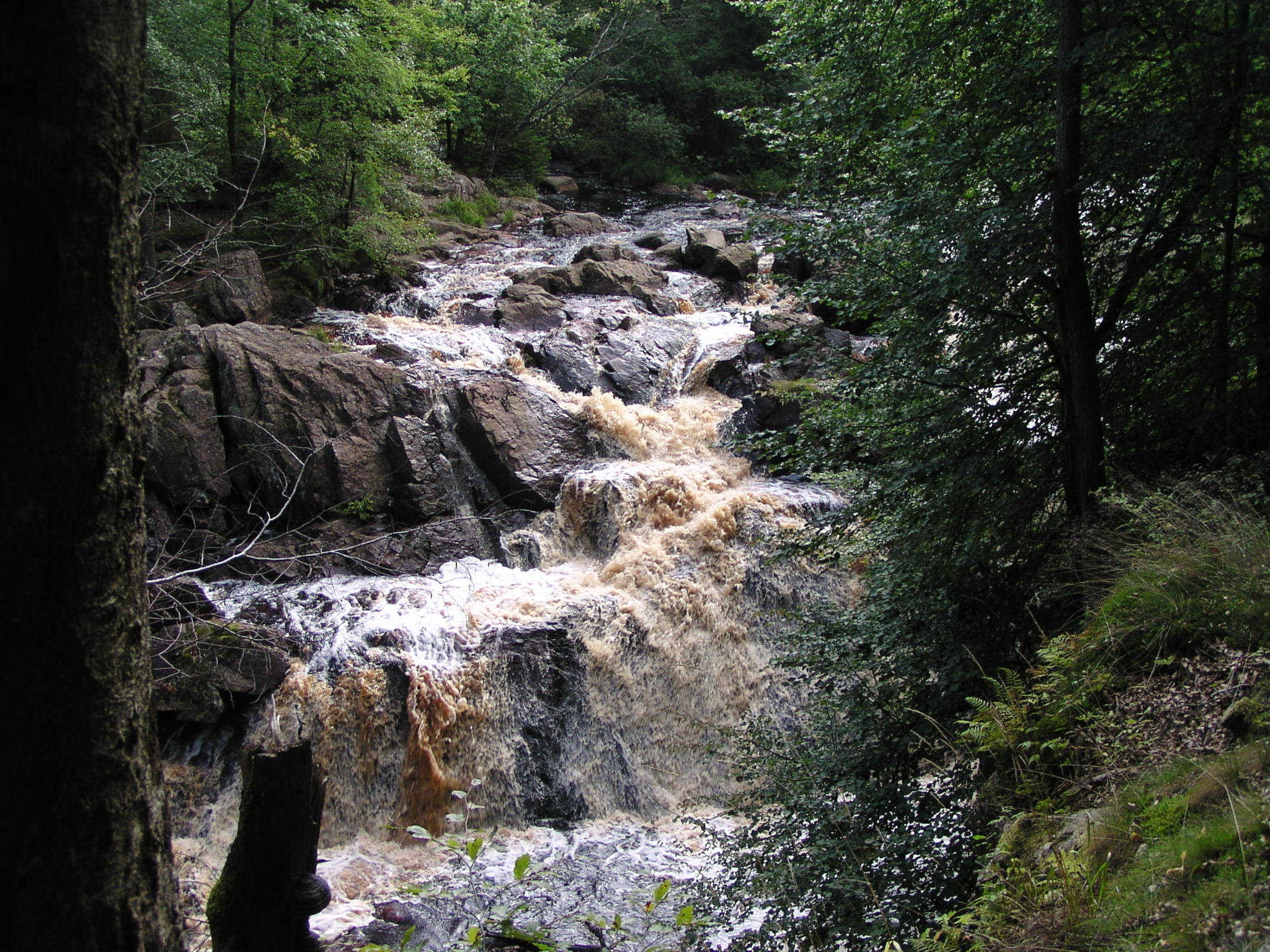
Водоспад Данска-Фалль
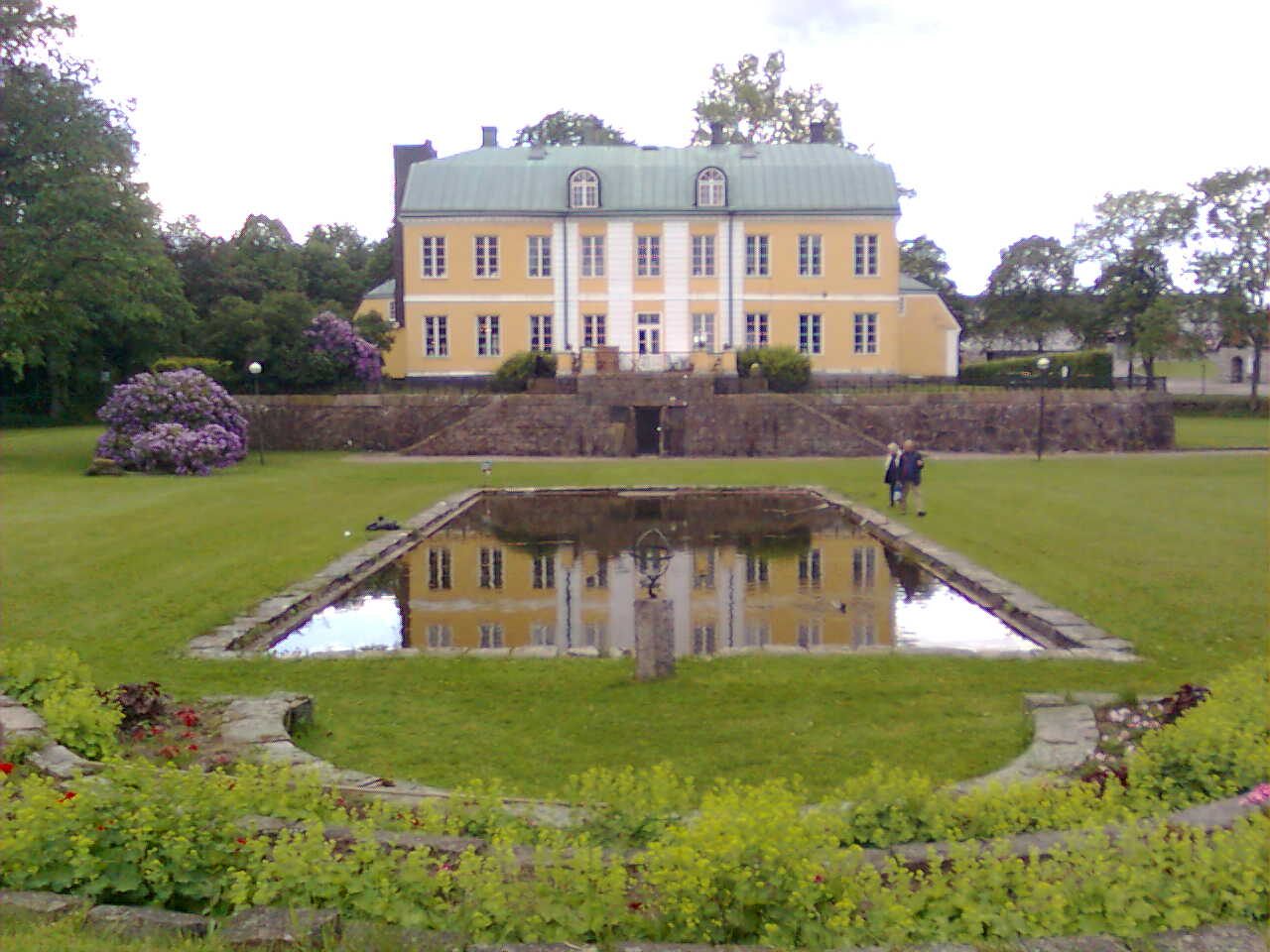
Замок Вапне

## Виноски
1. ↑  Folkmangd i riket, lan och kommuner (шв.) . Центральне бюро статистики Швеції. Архів оригіналу за 20 серпня 2013. Процитовано 27 січня 2013.